# Ons Jabeur
Ons Jabeur (en árabe: أنس جابر; Ksar Hellal, 28 de agosto de 1994) es una jugadora de tenis tunecina. En 2022 se convirtió en la primera mujer africana en llegar a una final de Grand Slam. Ha disputado tres finales de Grand Slam, dos en Wimbledon (2022, 2023) y una en US Open (2022).

## Trayectoria
En 2017 logró terminar en el top100 por primera vez en su carrera (88) y en 2018 mejoró esa posición terminando ese año en el puesto 60. 

### 2021: campeona del Torneo de Birmingham
En el Abierto de Australia pierde en tercera ronda 3-6, 2-6 contra Naomi Osaka. 
Es semifinalista del Torneo de Charleston perdiendo 6-3, 6-2 contra Danka Kovinić. En Roland Garros pierde en cuarta ronda 3-6, 1-6 contra Coco Gauff.
Es la campeona del Torneo de Birmingham venciendo en la final 5-7, 4-6 a Daria Kasátkina y siendo su primer WTA 250. 
En Wimbledon alcanza los cuartos de final donde pierde 4-6, 3-6 contra Aryna Sabalenka. En el Abierto de Estados Unidos pierde en tercera ronda contra Elise Mertens (6-3, 7-5). 
Es finalista del Torneo de Chicago donde pierde 6-3, 3-6, 0-6 contra Garbiñe Muguruza. En el Masters de Indian Wells es semifinalista perdiendo 3-6, 3-6 contra Paula Badosa. 

### 2022: campeona del Masters de Madrid y finalista de Wimbledon y del Abierto de Estados Unidos
Alcanza los cuartos de final del Torneo de Dubái perdiendo 6-4, 6-3 contra Simona Halep y también obtiene el mismo resultado en el Torneo de Doha perdiendo 4-6, 1-6 contra Anett Kontaveit. 
Es finalista del Torneo de Charleston perdiendo 1-6, 7-5, 4-6 contra Belinda Bencic. 
Se proclama campeona del Masters de Madrid tras vencer en la final 5-7, 6-0, 2-6 a Jessica Pegula siendo el primer WTA 1000 de su carrera. 
Es finalista del Masters de Roma perdiendo 6-2, 6-2 contra Iga Świątek. En Roland Garros pierde en primera ronda contra Magda Linette (6-3, 6-7, 5-7). 
Es la campeona del Torneo de Berlín tras la retirada en la final de la suiza Belinda Bencic. 
En Wimbledon es finalista perdiendo el último partido 3-6, 6-2, 6-2 contra Yelena Rybákina. En las rondas previas vence a Katarzyna Kawa (4-6, 0-6), Diane Parry (2-6, 3-6), Elise Mertens (6-7, 4-6), Marie Bouzková (6-3, 1-6, 1-6) y Tatjana Maria (6-2, 3-6, 6-1). 
Es finalista del Abierto de Estados Unidos ganando en las primeras rondas a Elizabeth Mandlik (7-5, 6-2), Shelby Rogers (4-6, 6-4, 6-3), Veronika Kudermétova (7-6, 6-4), Ajla Tomljanović (6-4, 7-6) y Caroline Garcia (1-6, 3-6). Pierde la final 6-2, 7-6 contra Iga Świątek. 
Se clasifica para las WTA Finals de Fort Worth como la juadora número dos pero no logra pasar de la fase de grupos.

### 2023: campeona de los Torneos de Charleston y Ningho y finalista de Wimbledon
Empieza la temporada siendo semifinalista del Torneo de Adelaida donde pierde 3-6, 6-1, 3-6 contra Linda Nosková.
En el Abierto de Australia pierde en segunda ronda 6-1, 5-7, 6-1 contra Markéta Vondroušová. 
Es la campeona del Torneo de Charleston venciendo en la final a Belinda Bencic (6-7, 4-6) siendo el segundo WTA 500 de su carrera. 
Es semifinalista del Torneo de Stuttgart donde se tiene que retirar lesionada del partido ante Iga Świątek. 
En Roland Garros alcanza los cuartos de final perdiendo 3-6, 7-6, 6-1 contra Beatriz Haddad Maia. 
Es finalista de Wimbledon. Vence en los primeros partido a Bai Zhuoxuan (6-1, 6-1), Bianca Andreescu (3-6, 6-3, 6-4), Petra Kvitová (6-0, 6-3), Yelena Rybákina (6-7, 6-4, 6-1) y Aryna Sabalenka (6-7, 6-4, 6-3). Pierde la final 6-4, 6-4 ante Markéta Vondroušová. 
En el Abierto de Estados Unidos pierde en octavos de final 2-6, 4-6 contra Zheng Qinwen.
Es la campeona del Torneo de Ningbo venciendo en la final 6-2, 6-1 a Diana Shnaider, siendo el segundo WTA 250 de su carrera.
Se clasifica para las WTA Finals de Cancún como la jugadora número seis pero no lograr superar la fase de grupos. 

### 2024: año marcado por lesiones
En el Abierto de Australia pierde en segunda ronda 0-6, 2-6 contra Mirra Andréyeva. 
En el Torneo de Stuttgart alcanza los octavos de final donde pierde 7-6, 6-4 contra Jasmine Paolini. En el Masters de Madrid alcanza los cuartos de final donde pierde 0-6, 7-5, 6-1 contra Madison Keys.
En Roland Garros pierde en cuartos de final contra Coco Gauff (4-6, 6-2, 6-3). En Wimbledon alcanza la tercera ronda donde pierde 1-6, 6(4)-7(7) contra Elina Svitólina.
En el mes de septiembre Jabeur anuncia que da por finalizada la temporada debido a una lesión de hombro. 
Finaliza la temporada clasificada como la número 42 del mundo.

### 2025: Cuartos de final consecutivos, pausa indefinida del tenis profesional
Jabeur regresó al Abierto de Australia, con victorias sobre Anhelina Kalinina y Camila Osorio, antes de perder contra Emma Navarro, octava cabeza de serie, en tercera ronda.
En febrero, alcanzó cuartos de final consecutivos tras derrotar a Jeļena Ostapenko, séptima cabeza de serie, y a Wakana Sonobe, procedente de la fase previa, para alcanzar los cuartos de final del Abierto de Abu Dabi, donde Elena Rybakina, primera cabeza de serie, puso fin a su racha. Además, superó a Zheng Qinwen, séptima cabeza de serie, y a Sofia Kenin, participante por invitación, para alcanzar la misma fase en el Abierto Femenino de Catar, donde Jeļena Ostapenko la eliminó.
Jabeur fue eliminada en primera ronda tanto en Roland Garros como en Wimbledon.
En julio, Jabeur anunció que se tomaría un descanso indefinido del tenis profesional, afirmando que no se había sentido "feliz en la cancha durante un tiempo" y que era hora de "dar un paso atrás".

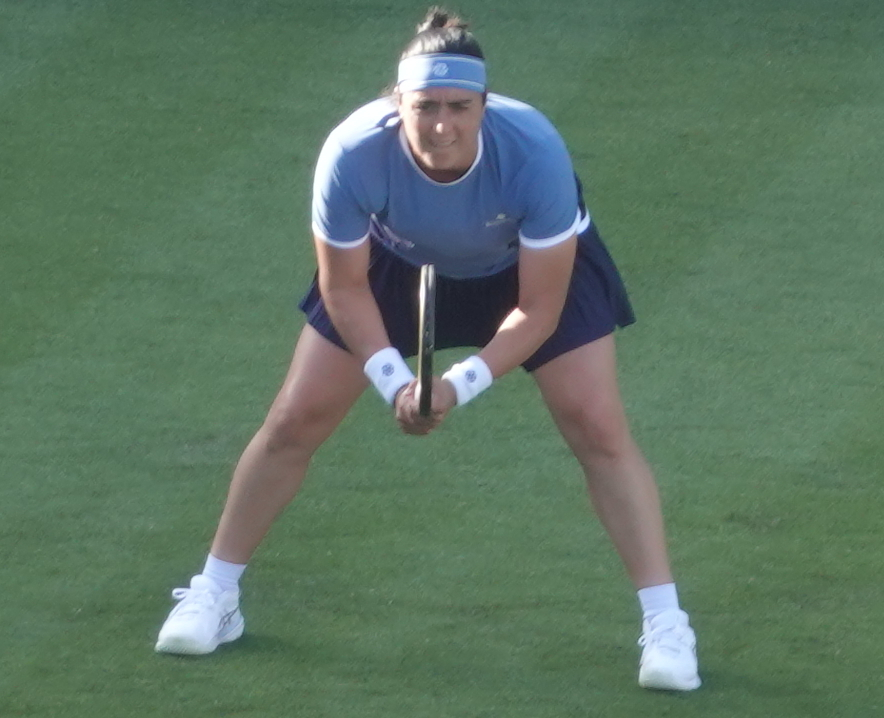
Ons Jabeur en el Eastbourne Open 2025

## Torneos individuales por año

#### 2025
| N.º | Fecha               | Torneo               | Categoría  | Superficie | Ronda | Oponente          |
| --- | ------------------- | -------------------- | ---------- | ---------- | ----- | ----------------- |
| 1   | 3 de enero de 2025  | Brisbane             | WTA 500    | Dura       | CF    | Mirra Andréyeva   |
| 2   | 8 de enero de 2025  | Adelaida             | WTA 500    | Dura       | OF    | Yúliya Putíntseva |
| 3   | 18 de enero de 2025 | Abierto de Australia | Grand Slam | Dura       | 3R    | Emma Navarro      |

#### 2024
| N.º | Fecha                 | Torneo               | Categoría  | Superficie    | Ronda | Oponente            |
| --- | --------------------- | -------------------- | ---------- | ------------- | ----- | ------------------- |
| 1   | 17 de enero de 2024   | Abierto de Australia | Grand Slam | Dura          | 2R    | Mirra Andréyeva     |
| 2   | 9 de febrero de 2024  | Abu Dabi             | WTA 500    | Dura          | CF    | Beatriz Haddad Maia |
| 3   | 13 de febrero de 2024 | Doha                 | WTA 1000   | Dura          | R32   | Lesia Tsurenko      |
| 4   | 9 de marzo de 2024    | Indian Wells         | WTA 1000   | Dura          | R64   | Katie Volynets      |
| 5   | 24 de marzo de 2024   | Miami                | WTA 1000   | Dura          | R64   | Elina Avanesian     |
| 6   | 4 de abril de 2024    | Charleston           | WTA 500    | Arcilla verde | R32   | Danielle Collins    |
| 7   | 18 de abril de 2024   | Stuttgart            | WTA 500    | Tierra batida | OF    | Jasmine Paolini     |
| 8   | 30 de abril de 2024   | Madrid               | WTA 1000   | Tierra batida | CF    | Madison Keys        |
| 9   | 10 de mayo de 2024    | Roma                 | WTA 1000   | Tierra batida | R64   | Sofia Kenin         |
| 10  | 4 de junio de 2024    | Roland Garros        | Grand Slam | Tierra batida | CF    | Coco Gauff          |
| 11  | 15 de junio de 2024   | Nottingham           | WTA 250    | Hierba        | CF    | Karolína Plíšková   |
| 12  | 22 de junio de 2024   | Berlín               | WTA 500    | Hierba        | CF    | Coco Gauff          |
| 13  | 6 de julio de 2024    | Wimbledon            | Grand Slam | Hierba        | 3R    | Elina Svitólina     |
| 14  | 7 de agosto de 2024   | Canadá               | WTA 1000   | Dura          | R64   | Naomi Osaka         |

#### 2023
| N.º | Fecha                    | Torneo                    | Categoría  | Superficie    | Ronda | Oponente            |
| --- | ------------------------ | ------------------------- | ---------- | ------------- | ----- | ------------------- |
| 1   | 7 de enero de 2023       | Adelaida                  | WTA 500    | Dura          | SF    | Linda Nosková       |
| 2   | 19 de enero de 2023      | Abierto de Australia      | Grand Slam | Dura          | 2R    | Markéta Vondroušová |
| 3   | 14 de marzo de 2023      | Indian Wells              | WTA 1000   | Dura          | R32   | Markéta Vondroušová |
| 4   | 24 de marzo de 2023      | Miami                     | WTA 1000   | Dura          | R64   | Varvara Grachova    |
| 5   | 9 de abril de 2023       | Charleston                | WTA 500    | Arcilla verde | G     | Belinda Bencic      |
| 6   | 22 de abril de 2023      | Stuttgart                 | WTA 500    | Tierra batida | SF    | Iga Świątek         |
| 7   | 12 de mayo de 2023       | Roma                      | WTA 1000   | Tierra batida | R64   | Paula Badosa        |
| 8   | 7 de junio de 2023       | Roland Garros             | Grand Slam | Tierra batida | CF    | Beatriz Haddad Maia |
| 9   | 20 de junio de 2023      | Berlín                    | WTA 500    | Hierba        | R32   | Jule Niemeier       |
| 10  | 28 de junio de 2023      | Eastbourne                | WTA 500    | Hierba        | OF    | Camila Giorgi       |
| 11  | 15 de julio de 2023      | Wimbledon                 | Grand Slam | Hierba        | F     | Markéta Vondroušová |
| 12  | 19 de agosto de 2023     | Cincinatti                | WTA 1000   | Dura          | CF    | Aryna Sabalenka     |
| 13  | 4 de septiembre de 2023  | Abierto de Estados Unidos | Grand Slam | Dura          | OF    | Zheng Qinwen        |
| 14  | 13 de septiembre de 2023 | San Diego                 | WTA 500    | Dura          | OF    | Anastasiya Potápova |
| 15  | 21 de septiembre de 2023 | Guadalajara               | WTA 1000   | Dura          | OF    | Martina Trevisan    |
| 16  | 30 de septiembre de 2023 | Ningbo                    | WTA 500    | Dura          | G     | Diana Shnaider      |
| 17  | 3 de octubre de 2023     | Pekín                     | WTA 1000   | Dura          | R32   | Marta Kostiuk       |
| 18  | 13 de octubre de 2023    | Zhengzhou                 | WTA 125K   | Dura          | CF    | Daria Kasátkina     |
| 19  | 4 de noviembre de 2023   | Cancún                    | WTA Finals | Dura          | FG    | Iga Świątek         |

#### 2022
| N.º | Fecha                    | Torneo                    | Categoría  | Superficie    | Ronda | Oponente             |
| --- | ------------------------ | ------------------------- | ---------- | ------------- | ----- | -------------------- |
| 1   | 13 de enero de 2022      | Sídney                    | WTA 500    | Dura          | CF    | Anett Kontaveit      |
| 2   | 17 de febrero de 2022    | Dubái                     | WTA 1000   | Dura          | CF    | Simona Halep         |
| 3   | 24 de febrero de 2022    | Doha                      | WTA 1000   | Dura          | CF    | Anett Kontaveit      |
| 4   | 12 de marzo de 2022      | Indian Wells              | WTA 1000   | Dura          | R64   | Daria Gavrilova      |
| 5   | 28 de marzo de 2022      | Miami                     | WTA 1000   | Dura          | OF    | Danielle Collins     |
| 6   | 10 de abril de 2022      | Charleston                | WTA 500    | Arcilla verde | F     | Belinda Bencic       |
| 7   | 22 de abril de 2022      | Stuttgart                 | WTA 500    | Tierra batida | CF    | Paula Badosa         |
| 8   | 7 de mayo de 2022        | Madrid                    | WTA 1000   | Tierra batida | G     | Jessica Pegula       |
| 9   | 15 de mayo de 2022       | Roma                      | WTA 1000   | Tierra batida | F     | Iga Świątek          |
| 10  | 22 de mayo de 2022       | Roland Garros             | Grand Slam | Tierra batida | 1R    | Magda Linette        |
| 11  | 19 de junio de 2022      | Berlín                    | WTA 500    | Hierba        | G     | Belinda Bencic       |
| 12  | 9 de julio de 2022       | Wimbledon                 | Grand Slam | Hierba        | F     | Yelena Rybákina      |
| 13  | 5 de agosto de 2022      | San José                  | WTA 500    | Dura          | CF    | Veronika Kudermétova |
| 14  | 10 de agosto de 2022     | Canadá                    | WTA 1000   | Dura          | R32   | Zheng Qinwen         |
| 15  | 18 de agosto de 2022     | Cincinatti                | WTA 1000   | Dura          | OF    | Petra Kvitová        |
| 16  | 10 de septiembre de 2022 | Abierto de Estados Unidos | Grand Slam | Dura          | F     | Iga Świątek          |
| 17  | 7 de octubre de 2022     | Monastir                  | WTA 250    | Dura          | CF    | Claire Liu           |
| 18  | 5 de noviembre de 2022   | Fort Worth                | WTA Finals | Dura          | FG    | María Sákkari        |

#### 2021
| N.º | Fecha                   | Torneo                    | Categoría        | Superficie    | Ronda | Oponente                |
| --- | ----------------------- | ------------------------- | ---------------- | ------------- | ----- | ----------------------- |
| 1   | 10 de enero de 2021     | Abu Dabi                  | WTA 500          | Dura          | OF    | Aryna Sabalenka         |
| 2   | 5 de febrero de 2021    | Melbourne                 | WTA 500          | Dura          | OF    | Angelique Kerber        |
| 3   | 12 de febrero de 2021   | Abierto de Australia      | Grand Slam       | Dura          | 3R    | Naomi Osaka             |
| 4   | 3 de marzo de 2021      | Doha                      | WTA 1000         | Dura          | OF    | Petra Kvitová           |
| 5   | 10 de marzo de 2021     | Dubái                     | WTA 1000         | Dura          | OF    | Jil Teichmann           |
| 6   | 30 de marzo de 2021     | Miami                     | WTA 1000         | Dura          | OF    | Sara Sorribes           |
| 7   | 10 de abril de 2021     | Charleston                | WTA 500          | Arcilla verde | SF    | Danka Kovinić           |
| 8   | 18 de abril de 2021     | Charleston                | WTA 250          | Arcilla verde | F     | Astra Sharma            |
| 9   | 3 de mayo de 2021       | Madrid                    | WTA 1000         | Tierra batida | OF    | Belinda Bencic          |
| 10  | 7 de junio de 2021      | Roland Garros             | Grand Slam       | Tierra batida | 4R    | Coco Gauff              |
| 11  | 20 de junio de 2021     | Birmingham                | WTA 250          | Hierba        | G     | Daria Kasátkina         |
| 12  | 23 de junio de 2021     | Eastbourne                | WTA 500          | Hierba        | OF    | Jelena Ostapenko        |
| 13  | 6 de julio de 2021      | Wimbledon                 | Grand Slam       | Hierba        | CF    | Aryna Sabalenka         |
| 14  | 25 de julio de 2021     | Tokio                     | Juegos Olímpicos | Dura          | 1R    | Carla Suárez            |
| 15  | 14 de agosto de 2021    | Canadá                    | WTA 1000         | Dura          | CF    | Jessica Pegula          |
| 16  | 19 de agosto de 2021    | Cincinatti                | WTA 1000         | Dura          | OF    | Petra Kvitová           |
| 17  | 4 de septiembre de 2021 | Abierto de Estados Unidos | Grand Slam       | Dura          | 3R    | Elise Mertens           |
| 18  | 3 de octubre de 2021    | Chicago                   | WTA 500          | Dura          | F     | Garbiñe Muguruza        |
| 19  | 16 de octubre de 2021   | Indian Wells              | WTA 1000         | Dura          | SF    | Paula Badosa            |
| 20  | 19 de octubre de 2021   | Moscú                     | WTA 500          | Dura          | R32   | Yekaterina Aleksándrova |

## Torneos de dobles por año

#### 2025
| N.º | Fecha              | Compañera    | Torneo   | Categoría | Superficie | Ronda |
| --- | ------------------ | ------------ | -------- | --------- | ---------- | ----- |
| 1   | 1 de enero de 2025 | Paula Badosa | Brisbane | WTA 500   | Dura       | CF    |

#### 2024
| N.º | Fecha                | Compañera    | Torneo     | Categoría | Superficie    | Ronda |
| --- | -------------------- | ------------ | ---------- | --------- | ------------- | ----- |
| 1   | 6 de febrero de 2024 | Naomi Osaka  | Abu Dabi   | WTA 500   | Dura          | OF    |
| 2   | 18 de abril de 2024  | Paula Badosa | Stuttgart  | WTA 500   | Tierra batida | CF    |
| 3   | 1 de agosto de 2024  | Paula Badosa | Washington | WTA 500   | Dura          | CF    |

#### 2023
| N.º | Fecha                    | Compañera      | Torneo      | Categoría | Superficie | Ronda |
| --- | ------------------------ | -------------- | ----------- | --------- | ---------- | ----- |
| 1   | 23 de marzo de 2023      | Paula Badosa   | Miami       | WTA 1000  | Dura       | R32   |
| 2   | 16 de agosto de 2023     | Petra Martić   | Cincinatti  | WTA 1000  | Dura       | R32   |
| 3   | 20 de septiembre de 2023 | Peyton Stearns | Guadalajara | WTA 1000  | Dura       | OF    |

#### 2022
| N.º | Fecha                | Compañera         | Torneo     | Categoría | Superficie    | Ronda |
| --- | -------------------- | ----------------- | ---------- | --------- | ------------- | ----- |
| 1   | 4 de abril de 2022   | Aryna Sabalenka   | Charleston | WTA 500   | Arcilla verde | OF    |
| 2   | 18 de abril de 2022  | Ellen Perez       | Stuttgart  | WTA 500   | Tierra batida | OF    |
| 3   | 13 de junio de 2022  | Garbiñe Muguruza  | Berlín     | WTA 500   | Hierba        | OF    |
| 4   | 24 de junio de 2022  | Serena Williams   | Eastbourne | WTA 500   | Hierba        | SF    |
| 5   | 18 de agosto de 2022 | Victoria Azárenka | Cincinatti | WTA 1000  | Dura          | CF    |

#### 2021
| N.º | Fecha                 | Compañera           | Torneo               | Categoría  | Superficie    | Ronda |
| --- | --------------------- | ------------------- | -------------------- | ---------- | ------------- | ----- |
| 1   | 3 de febrero de 2021  | Christina McHale    | Melbourne            | WTA 500    | Dura          | OF    |
| 2   | 12 de febrero de 2021 | Christina McHale    | Abierto de Australia | Grand Slam | Dura          | 2R    |
| 3   | 8 de abril de 2021    | Anastasiya Potápova | Charleston           | WTA 500    | Arcilla verde | CF    |
| 4   | 20 de junio de 2021   | Ellen Perez         | Birmingham           | WTA 250    | Hierba        | F     |
| 5   | 19 de agosto de 2021  | Sania Mirza         | Cincinatti           | WTA 1000   | Dura          | R32   |

## Títulos de Grand Slam

### Individual

#### Finalista (3)
| Año  | Campeonato        | Oponente en la final | Resultado     |
| 2022 | Wimbledon         | Elena Rybakina       | 6-3, 2-6, 2-6 |
| 2022 | Abierto de EE.UU. | Iga Świątek          | 2-6, 6-7(5)   |
| 2023 | Wimbledon         | Markéta Vondroušová  | 4-6, 4-6      |

## Títulos WTA (5; 5+0)

### Individual (5)
| Leyenda                        |
| ------------------------------ |
| Grand Slam (0)                 |
| WTA Finals (0)                 |
| P. R & Premier 5, WTA 1000 (1) |
| Premier, WTA 500 (2)           |
| International, WTA 250 (2)     |

| N.º | Fecha                    | Torneo     | Superficie    | Oponente en la final | Resultado      |
| 1.  | 20 de junio de 2021      | Birmingham | Hierba        | Daria Kasátkina      | 7-5, 6-4       |
| 2.  | 7 de mayo de 2022        | Madrid     | Tierra batida | Jessica Pegula       | 7-5, 0-6, 6-2  |
| 3.  | 19 de junio de 2022      | Berlín     | Hierba        | Belinda Bencic       | 6-3, 2-1, ret. |
| 4.  | 9 de abril de 2023       | Charleston | Tierra batida | Belinda Bencic       | 7-6(6), 6-4    |
| 5.  | 30 de septiembre de 2023 | Ningbo     | Dura          | Diana Shnaider       | 6-2, 6-1       |

#### Finalista (8)
| N.º | Fecha                    | Torneo            | Superficie    | Oponente en la final | Resultado        |
| 1.  | 20 de octubre de 2018    | Moscú             | Dura (i)      | Daria Kasátkina      | 6-2, 6-7(3), 4-6 |
| 2.  | 18 de abril de 2021      | Charleston II     | Tierra batida | Astra Sharma         | 6-2, 5-7, 1-6    |
| 3.  | 3 de octubre de 2021     | Chicago II        | Dura          | Garbiñe Muguruza     | 6-3, 3-6, 0-6    |
| 4.  | 10 de abril de 2022      | Charleston        | Tierra batida | Belinda Bencic       | 1-6, 7-5, 4-6    |
| 5.  | 15 de mayo de 2022       | Roma              | Tierra batida | Iga Świątek          | 2-6, 2-6         |
| 6.  | 10 de julio de 2022      | Wimbledon         | Hierba        | Elena Rybakina       | 6-3, 2-6, 2-6    |
| 7.  | 10 de septiembre de 2022 | Abierto de EE.UU. | Dura          | Iga Świątek          | 2-6, 6-7(5)      |
| 8.  | 15 de julio de 2023      | Wimbledon         | Hierba        | Markéta Vondroušová  | 4-6, 4-6         |

### Dobles (0)
| Leyenda                                |
| -------------------------------------- |
| Grand Slam (0)                         |
| Juegos Olímpicos (0)                   |
| WTA Finals (0)                         |
| P. Mandatory & Premier 5, WTA 1000 (0) |
| Premier, WTA 500 (0)                   |
| International, WTA 250 (0)             |

#### Finalista (1)
| N.º | Fecha               | Torneo     | Superficie | Pareja      | Oponentes en la final         | Resultado        |
| --- | ------------------- | ---------- | ---------- | ----------- | ----------------------------- | ---------------- |
| 1.  | 20 de junio de 2021 | Birmingham | Hierba     | Ellen Perez | Marie Bouzková Lucie Hradecká | 4-6, 6-2, [8-10] |

## Títulos ITF

### Individual (10)
| Torneos de $100 000 |
| Torneos de $75 000  |
| Torneos de $50 000  |
| Torneos de $25 000  |
| Torneos de $15 000  |
| Torneos de $10 000  |

| N.º | Fecha                 | Torneo                        | Superficie | Oponentes         | Resultado        |
| --- | --------------------- | ----------------------------- | ---------- | ----------------- | ---------------- |
| 1.  | 26 de abril de 2010   | Antalya, Turquía              | Arcilla    | Sandra Zaniewska  | 2-1, ret.        |
| 2.  | 19 de julio de 2010   | Casablanca, Marruecos         | Arcilla    | Anna Morgina      | 7-5, 6-3         |
| 3.  | 22 de abril de 2013   | Túnez, Túnez                  | Arcilla    | Sara Sorribes     | 6-3, 6-2         |
| 4.  | 12 de mayo de 2013    | Fukuoka, Japón                | Césped     | An-Sophie Mestach | 7-6(2), 6-2      |
| 5.  | 19 de mayo de 2013    | Kurume, Japón                 | Césped     | An-Sophie Mestach | 6-0, 6-2         |
| 6.  | 27 de octubre de 2013 | Saguenay, Canadá              | Dura (i)   | Coco Vandeweghe   | 6-7(0), 6-0, 6-3 |
| 7.  | 10 de mayo de 2014    | Túnez, Túnez                  | Arcilla    | Valeria Savinykh  | 6-3, 7-6(4)      |
| 8.  | 17 de enero de 2016   | Daytona Beach, Estados Unidos | Arcilla    | Olga Fridman      | 0-6, 6-2, 6-4    |
| 9.  | 31 de enero de 2016   | Sunrise, Estados Unidos       | Arcilla    | Anna Tatishvili   | 3-6, 6-2, 6-1    |
| 10. | 8 de mayo de 2016     | Túnez, Túnez                  | Arcilla    | Romina Oprandi    | 1-6, 6-2, 6-2    |

#### Finalista (4)
| N.º | Fecha                 | Torneo                      | Superficie | Oponentes          | Resultado     |
| --- | --------------------- | --------------------------- | ---------- | ------------------ | ------------- |
| 1.  | 30 de octubre de 2009 | Monastir, Túnez             | Dura       | Elise Tamaëla      | 2-6, 2-6      |
| 2.  | 23 de abril de 2012   | Túnez, Túnez                | Arcilla    | Sandra Zaniewska   | 4-6, 6-4, 2-6 |
| 3.  | 10 de agosto de 2014  | Landisville, Estados Unidos | Dura       | Paula Kania        | 7-5, 3-6, 4-6 |
| 4.  | 27 de octubre de 2014 | Nantes, Francia             | Dura (i    | Kateřina Siniaková | 5-7, 2-6      |

### Dobles (1)
| Torneos de $100 000 |
| Torneos de $75 000  |
| Torneos de $50 000  |
| Torneos de $25 000  |
| Torneos de $15 000  |
| Torneos de $10 000  |

| N.º | Fecha               | Torneos               | Superficie | Pareja            | Oponentes                  | Resultado |
| --- | ------------------- | --------------------- | ---------- | ----------------- | -------------------------- | --------- |
| 1.  | 19 de julio de 2010 | Casablanca, Marruecos | Arcilla    | Katarína Baranová | Galina Fokina Anna Morgina | 6-3, 6-3  |

#### Finalista (1)
| N.º | Fecha                | Torneos         | Superficie | Pareja     | Oponentes                    | Resultado        |
| --- | -------------------- | --------------- | ---------- | ---------- | ---------------------------- | ---------------- |
| 1.  | 3 de octubre de 2009 | Monastir, Túnez | Dura       | Nour Abbès | Elise Tamaëla Nicole Thyssen | 1-6, 7-5, [4-10] |

## Clasificación histórica
| Torneo                    | 2012       | 2013       | 2014       | 2015       | 2016       | 2017       | 2018       | 2019       | 2020       | 2021       | 2022       | 2023       | Títulos    | G - P |
| Grand Slam                | Grand Slam | Grand Slam | Grand Slam | Grand Slam | Grand Slam | Grand Slam | Grand Slam | Grand Slam | Grand Slam | Grand Slam | Grand Slam | Grand Slam | Grand Slam |       |
| ------------------------- | ---------- | ---------- | ---------- | ---------- | ---------- | ---------- | ---------- | ---------- | ---------- | ---------- | ---------- | ---------- | ---------- | ----- |
| Abierto de Australia      | A          | A          | A          | 1R         | A          | Q3         | 1R         | 1R         | CF         | 3R         | A          | 2R         | 0/5        | 6-5   |
| Roland Garros             | Q2         | A          | Q1         | Q2         | A          | 3R         | Q2         | 1R         | 4R         | 4R         | 1R         | CF         | 0/5        | 8-5   |
| Wimbledon                 | A          | Q1         | Q3         | A          | Q1         | 1R         | 2R         | 1R         | ND         | CF         | F          | F          | 0/6        | 17-6  |
| Abierto de Estados Unidos | A          | Q1         | 1R         | Q1         | Q1         | 2R         | 1R         | 3R         | 3R         | 3R         | F          |            | 0/7        | 13-7  |
| Ganados - Perdidos        | 0-0        | 0-0        | 0-1        | 0-1        | 0-0        | 3-3        | 2-3        | 2-4        | 9-3        | 11-4       | 12-3       |            | 0/23       | 45-23 |

## Vida personal
En el año 2015 se casa con el esgrimistas tunecino Karim Kamoun quién es además su preparador físico desde el año 2017.